# Corrigioleae
Corrigioleae je manji biljni tribus iz porodice klinčićevki. Postoje 2 priznata roda, krajanka (Corrigiola), od koje jedna vrsta (Corrigiola litoralis ili obalna krajanka) raste i u Hrvatskoj i Telephium.

## Rodovi i broj vrsta
1. Corrigiola L., (12 spp.)
2. Telephium L., (4 spp.)